# 唐弘仁
唐弘仁（1915年10月—2009年2月17日），男，湖南醴陵人，中华人民共和国政治人物、社会活动家，中国民主同盟盟员，曾任中国民主同盟中央委员会委员、贵州省委员会主任委员，贵州省政协副主席，第四、五届全国政协委员。